# 아름다운 공주, 시씨

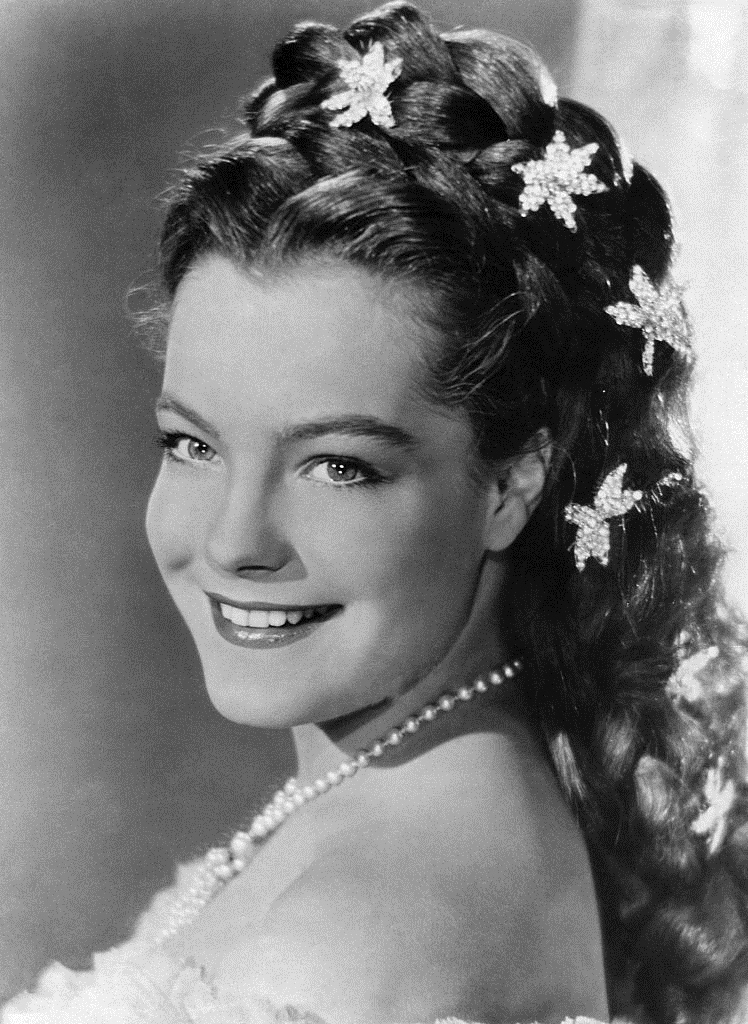

아름다운 공주, 시씨(원제: Sissi)는 에른스트 마리쉬카 감독의 1955년 오스트리아 역사 영화이다. '시씨' 삼부작 중 첫 번째 작품으로, 바이에른의 엘리자베트 공주가 오스트리아 황제 프란츠 요제프와 결혼하여 황후가 되기까지의 과정을 다루고 있다. 마리 블랑크-아이스만(Marie Blank-Eismann)이 슈투트가르트 티타니아 출판사(Titania-Verlag)에서 1952년 2부작으로 출판한 동명의 소설을 바탕으로 하고 있다. 시씨는 1933년에 이미 소설 전문잡지인 《블뤼텐레겐》(Blütenregen)에서 삽화가 있는 연재 소설로 출판된 바 있다.
영화가 극장가에서 큰 성공을 거둠에 따라, 후속작인 〈시씨, 어린 황비〉(독일어: Sissi – Die junge Kaiserin, 1956)와 〈황비 시씨의 운명〉(독일어: Sissi – Schicksalsjahre einer Kaiserin, 1957)이 나왔다. 로미 슈나이더와 칼하인츠 뵘 주연의 "시씨" 삼부작은 독일어로 된 영화 산업에서 가장 성공적인 작품 중 하나이며, 독일과 오스트리아 극장가에서 가장 성공을 거둔 영화에 속한다. 이 시대에는 영화표 구매가 완벽하게 집계되지 않았기 때문에 정확한 숫자는 아니지만, 관객수는 2000만~2500만 사이였다.
한국에서는 EBS를 통해 2005년에 처음 소개되었다.

## 출연

### 주연
- 로미 슈나이더

### 조연
- 칼하인즈 봄
- 마그다 슈나이더
- 우타 프란즈
- 구스타브 크누스

## 기타
- 의상: 레오 베이